# مقبرة الشعراء

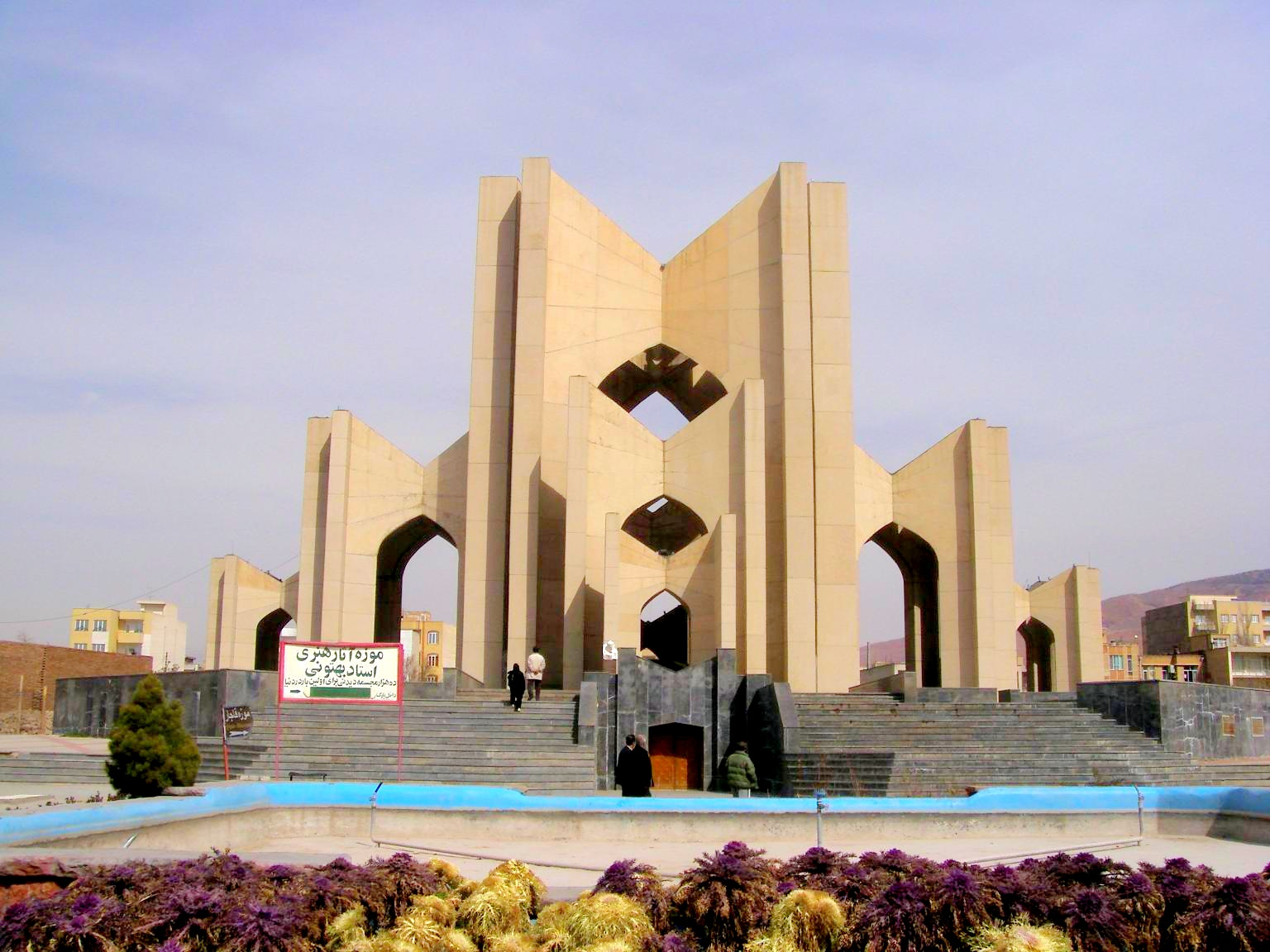
مقبرة الشعراء في تبريز.

مقبرة الشعراء هي مقبرة تقع في تبريز في إيران، يوجد فيها أكثر من 400 قبر لشعراء وعلماء وفقهاء والعديد من العرفاء الإيرانيون، ومنهم شهريار، قطران، أسدي الطوسي، الفاريابي، وثقة الإسلام. كانت هذه المقبرة متواجدة قبل غزو العثمانيين، لكنها تهدمت أثناء احتلال الأتراك للمدينة إلى أن رممت عام 1998م وإعادة بنائها.

## أعلام
- خاقاني